# Ретчет і Кланк: Галактичні рейнджери
«Ретчет і Кланк: Галактичні рейнджери» (англ. Ratchet & Clank) — американсько-канадський 3D комп'ютерно-анімаційний пригодницько-комедійний фільм, знятий Кевіном Манро за мотивами відеогри «Ratchet & Clank» (2002) з однойменної серії. Прем'єра стрічки в Україні відбулась 28 квітня 2016 року. Фільм розповідає про Ретчета і робота Кланка, на плечах яких лежить місія з порятунку галактики.

## Озвучування
- Джеймс Арнольд Тейлор — Ретчет
- Девід Кей — Кланк
- Пол Джаматті — Дрек
- Джон Гудмен — Гримрот
- Белла Торн — Кора
- Розаріо Довсон — Еларіс
- Сільвестер Сталлоне — Віктор фон Іон

## Виробництво
Про початок виробництва фільму було оголошено в квітні 2013 року. Також було повідомлено, що до озвучування головних героїв у стрічці повернуться актори, які озвучували їх в оригінальній відеогрі.